# 삼화인쇄체
삼화인쇄체는 삼화인쇄의 한글 글꼴이다. 1958년에 최정호에게 의뢰하여 제작되었으며, 1964년과 1967년에 출판한 한국식물도감 화훼류 1권과 원색 생물학습도감에서 처음으로 사용되었다. 삼화고딕과 삼화명조 2가지가 있다.
2023년과 2025년에 김태룡과 이정은에 의해 디지털 글꼴로 복원되었다.